# Savona (Nowy Jork)
Savona – wieś w Stanach Zjednoczonych, w stanie Nowy Jork, w hrabstwie Steuben.